# Dead Birds (1963)
Dead Birds is een Amerikaanse documentaire uit 1963 onder regie van Robert Gardner gemaakt in opdracht van de Harvard universiteit en het Peabody museum in Cambridge (Massachusetts). De film gaat over de Dani, een volk in, destijds, Nederlands-Nieuw-Guinea, wier leefgebied destijds werd beschouwd als een van de laatste ongekoloniseerde gebieden van de wereld. In 1998 werd de film toegevoegd aan het National Film Registry.